# Cambessedesia semidecandra
Cambessedesia semidecandra är en tvåhjärtbladig växtart som beskrevs av A.St.-hill och Angela Borges Martins. Cambessedesia semidecandra ingår i släktet Cambessedesia och familjen Melastomataceae. Inga underarter finns listade i Catalogue of Life.